# Agat
Agat (en chamorro, Hågat) es una localidad de Guam, situada en la costa suroeste de la isla. En el año 2000 contaba con 5 656 habitantes. Está situada a unos 16 km de Agaña, la capital.

## Historia

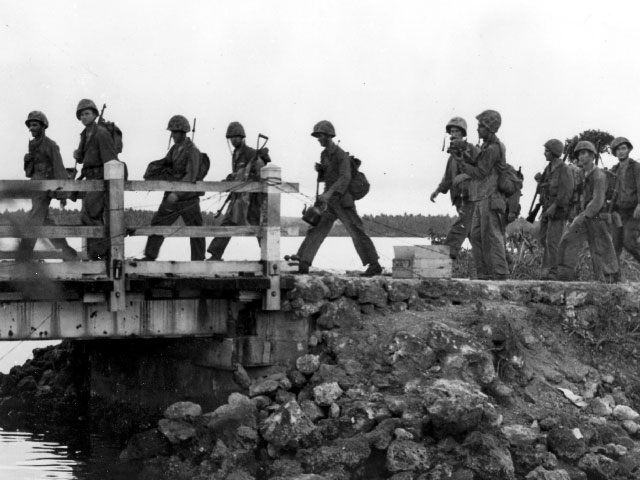
Marines cruzando un puente en Agat en 1944.

La población fue fundada sobre unos cuarteles existentes entre 1680 y 1684, durante el gobierno de José Quiroga, ocho décadas después de la llegada de los españoles en 1565. Estos tenían la misión de pacificar la isla y extender el Cristianismo. La mayoría de los primeros civiles de Agat llegaron por la destrucción de otra localidad, Fina, durante la conquista española de la isla. En el siglo XVIII Agat era una de las 6 poblaciones de Guam, y el entonces gobernador Villalobos comenzó un plan urbanístico para convertirla en capital isleña, proyecto nunca realizado.
Tras la cesión de Guam a Estados Unidos tras la guerra Hispano-Estadounidense y la nueva división administrativa de la isla, Agat quedó convertida en municipio.
Durante la Segunda Guerra Mundial, entre 1941 y 1944, Japón ocupó Guam. Durante la batalla de Guam de 1944, Agat fue una de las dos bases terrestres de los marines estadounidenses, por lo que hoy en día forma parte del Parque nacional histórico de la Guerra del Pacífico, figura creada en 1978. Tras la guerra los marines construyeron un nuevo centro residencial algo más al sur de la población original, destinado a personas sin hogar por culpa de la guerra.7

## Educación
Agat cuenta con dos escuelas, la Marcial Sablan Elementary School y la Oceanview Middle School, parte del servicio educativo público de la isla. También cuenta con una biblioteca, parte del sistema público de bibliotecas de Guam.